# Telok Ayer Basin

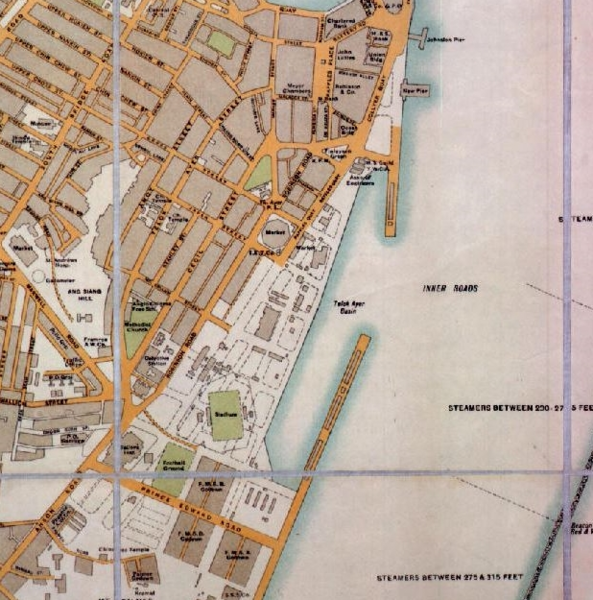
Telok Ayer Basin 1932

Telok Ayer Basin, häufig auch als Telok Ayer Bay bezeichnet, war ein Wasserbecken in Singapur, das unbeabsichtigt während der Aufschüttungen in einem Landgewinnungsprojekt entstand und während späterer Projekte dieser Art wieder zugeschüttet wurde. Das Bassin existierte zwischen ca. 1911 bis in die späten 1990er Jahre und diente die meiste Zeit als Ankerplatz für kleinere Handelsschiffe. Der Begriff telok ayer bedeutet in der malaysischen Sprache „Wasserbucht“, und mit diesem kürzeren Namen wird auf einigen alten Karten der damalige Uferbereich bezeichnet: nur Telok Ayer (1860 als „Tulloh Ayer“, 1862 „Telok Ayer“, 1873 „Tuloh Ayer“ usw.). In diesem Bereich entstand später der Telok Ayer Market und vor allem die gleichnamige Telok Ayer Street, damals eine Uferstraße, an der viele Zuwanderer vor allem aus China an Land gingen; an diesen Umstand erinnert bis heute der chinesische Tempel Thian Hock Keng, der als Dank für die glückliche Überfahrt in der Straße errichtet wurde. An dieser Stelle, südlich der Mündung des Singapore River, befindet sich heute das Chinatown, das dort von Gründer der Stadt, Sir Stamford Raffles, bereits in seinem Stadtplan von 1822 verzeichnet wurde. Die Landerweiterung in diesem Gebiet wie auch die spätere Umwandlung des ganzen Areals in die heutige Gestalt geschah im Rahmen mehrerer Programme zur Landgewinnung: in den vergangenen etwa zwei Jahrhunderten (nach einer Quelle von 2010) ist die Landfläche Singapurs um ganze 25 Prozent gewachsen – von 578 auf 719 Quadratkilometer (2017).

## Geschichte

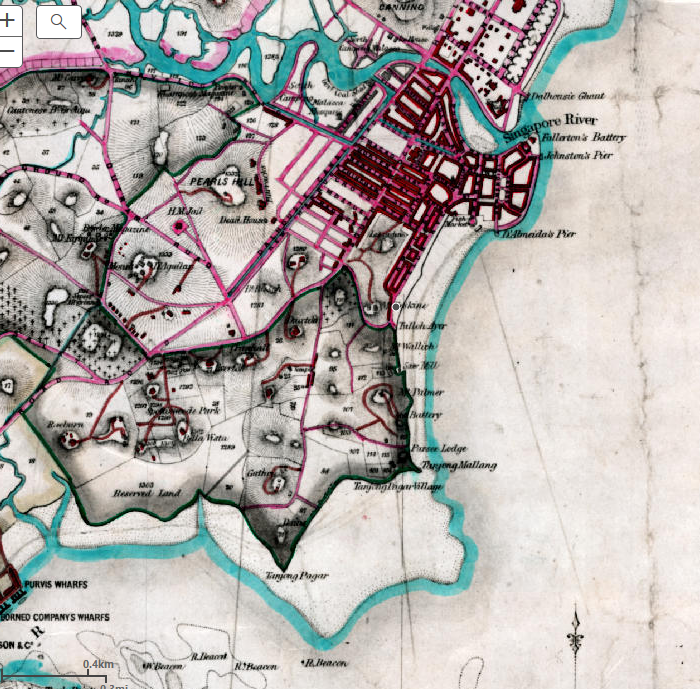
Telok Ayer um 1860

Das Telok-Ayer-Landgewinnungsprojekt (Telok Ayer reclamation project) verlief in mehreren Phasen. Das erste große Landgewinnungsprojekt in Singapur wurde 1879 in Angriff genommen und im selben Jahr in der Nähe von Telok Ayer Street durchgeführt. 1887 entstand so neues Land, auf dem sich heute die Cecil Street und Robinson Road befinden, Anfang der 1890er Jahre kam Raffles Quay (1951 in Shanton Way umbenannt) hinzu. Für die Aufschüttungen verwendete man Erde aus dem nahe gelegenem Mount Wallich. Insgesamt wurden südöstlich der Telok Ayer Street 42 acres oder 17 ha neues Land gewonnen. Ebenfalls wurde der Collyer Quay ausgebaut, südlich des Gebietes wurde der Hafen Tanjong Pagar erweitert und ein neuer Hafen angelegt (1900 in Keppel Harbour  umbenannt).
Um die Jahrtausendwende ankerten immer mehr kleine Schiffe wie Dschunken jedoch weiterhin direkt an der Mündung des Singapore River. Eine Entlastung sollte durch die Anlage neuer Ankerplätze entlang der Raffles Quay zwischen Johnstons Pier im Norden und Tanjong Malang im Süden erfolgen. Der Plan wurde 1899 vorgeschlagen, 1902 erstellt und 1904 überarbeitet. Vorgesehen war die Errichtung einer neuen Uferbefestigungsmauer, die sich von Johnstons Pier im Norden nach Tanjong Malang im Süden erstrecken sollte und etwa 1520 m lang sein sollte; durch die Aufschüttung zwischen dem damaligen Festland und dieser Mauer sollten 35,6 ha neues Land gewonnen werden, wodurch eine bessere Anbindung zwischen dem neuen Hafen und dem entstehenden Geschäftsviertel ermöglicht werden sollte. Um 1910 mussten die Arbeiten unterbrochen werden: der Untergrund erwies sich als instabil, wodurch auch die Befestigungsmauer nicht weiter gebaut werden konnte. Zu diesem Zeitpunkt wurden insgesamt 26 der geplanten 35,6 ha Land neu gewonnen und die Mauer, gebaut sowohl vom Norden wie auch vom Süden, war etwa 1255 m lang. Die Arbeiten wurden ausgesetzt, um später das so entstandene Becken (tidal basin, d. h. Gezeitenbecken auf einer Karte von 1911) zum Ankerplatz für kleine Schiffe umzuwandeln, wobei die fehlende Lücke in der Mauer von knapp 270 m als Einfahrt benutzt werden sollte. 1930 wurden die Arbeiten wieder aufgenommen und 1932 beendet – seitdem wird auch der Name Telok Ayer Basin verwendet; die unfertigen Teile der Mauer erscheinen auf den Karten als North Pier und South Pier. Um diese Zeit lag die ehemalige Uferstraße Telok Ayer Street etwa 0,4 km vom Ufer entfernt.

## Weitere Entwicklungen

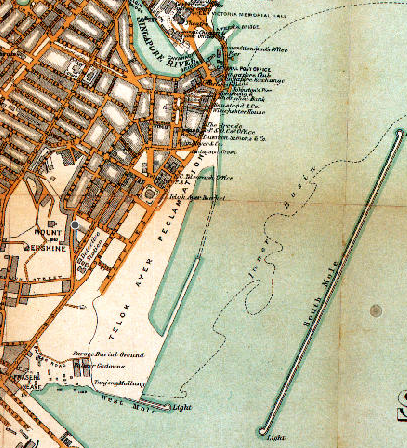
Das Gebiet des Telok-Ayer-Landgewinnungsprojektes 1913; nicht zu Ende gebaute Mauer gestrichelt dargestellt

Erst in den 1970er Jahren kam es im Zusammenhang mit den Plänen, ein neues urbanes Areal zu errichten, zu weiteren Landerweiterungen: Es handelte sich um das Projekt, an der Mündung von Singapore River eine künstliche Bucht Marina Bay mit umliegenden Festlanderweiterungen, im Falle von Telok Ayer Basin  um das Areal (planning area) Marina South und insbesondere Downtown Core in der Central Region, das sich heute in etwa an der Stelle des Bassins befindet. Diese Arbeiten dauerten bis in die 1990er Jahre: während die Karten von Singapur 1975 das Telok Ayer Basin noch in voller Größe zeigen, wird bereits ab 1978 das neue Teilstück von Marina South sichtbar; zwischen 1987 und 1993 entsteht Marina Bay und Marina East, 1998 ist dann Telok Ayer Basin nicht mehr existent.